# Biathlon ai Giochi olimpici
Il biathlon ai Giochi olimpici invernali fece la sua prima apparizione a Squaw Valley 1960, con la 20 km individuale maschile. Da Grenoble 1968 entrò a far parte del programma olimpico la staffetta 4x7,5 km e da Lake Placid 1980 la 10 km sprint.
Solo da Albertville 1992 furono incluse anche le competizioni femminili: la 15 km individuale, la staffetta e la 7,5 km sprint. Dall'edizione di Salt Lake City 2002 furono introdotte la 12,5 km maschile e la 10 km femminile a inseguimento, cui partecipano i primi sessanta biatleti classificati nelle rispettive prove sprint. Da Torino 2006 sono state introdotte anche la 15 km con partenza in linea maschile e la 12,5 km con partenza in linea femminile. Mentre da Soči 2014 è stato anche inserito un evento di staffetta mista.
Prima dell'inserimento del biathlon, nel contesto dei Giochi olimpici ci furono quattro edizioni di pattuglia militare (1924-1948), solo la prima delle quali con assegnazione di medaglia. Questa disciplina è considerata antenata del biathlon.

## Medaglie assegnate
| Specialità                         | 24 | 28  | 32 | 36  | 48  | 52 | 56 | 60 | 64 | 68 | 72 | 76 | 80 | 84 | 88 | 92 | 94 | 98 | 02 | 06 | 10 | 14 | 18 | 22 |
| ---------------------------------- | -- | --- | -- | --- | --- | -- | -- | -- | -- | -- | -- | -- | -- | -- | -- | -- | -- | -- | -- | -- | -- | -- | -- | -- |
| Pattuglia militare maschile        | •  | (D) |    | (D) | (D) |    |    |    |    |    |    |    |    |    |    |    |    |    |    |    |    |    |    |    |
| 20 km individuale maschile         |    |     |    |     |     |    |    | •  | •  | •  | •  | •  | •  | •  | •  | •  | •  | •  | •  | •  | •  | •  | •  | •  |
| Staffetta 4 x 7.5 km maschile      |    |     |    |     |     |    |    |    |    | •  | •  | •  | •  | •  | •  | •  | •  | •  | •  | •  | •  | •  | •  | •  |
| 10 km sprint maschile              |    |     |    |     |     |    |    |    |    |    |    |    | •  | •  | •  | •  | •  | •  | •  | •  | •  | •  | •  | •  |
| 12,5 km inseguimento maschile      |    |     |    |     |     |    |    |    |    |    |    |    |    |    |    |    |    |    | •  | •  | •  | •  | •  | •  |
| 15 km in linea maschile            |    |     |    |     |     |    |    |    |    |    |    |    |    |    |    |    |    |    |    | •  | •  | •  | •  | •  |
| 15 km individuale femminile        |    |     |    |     |     |    |    |    |    |    |    |    |    |    |    | •  | •  | •  | •  | •  | •  | •  | •  | •  |
| Staffetta femminile                |    |     |    |     |     |    |    |    |    |    |    |    |    |    |    | •  | •  | •  | •  | •  | •  | •  | •  | •  |
| 7,5 km sprint femminile            |    |     |    |     |     |    |    |    |    |    |    |    |    |    |    | •  | •  | •  | •  | •  | •  | •  | •  | •  |
| 10 km inseguimento femminile       |    |     |    |     |     |    |    |    |    |    |    |    |    |    |    |    |    |    | •  | •  | •  | •  | •  | •  |
| 12,5 km in linea femminile         |    |     |    |     |     |    |    |    |    |    |    |    |    |    |    |    |    |    |    | •  | •  | •  | •  | •  |
| Staffetta 2 x 6 + 2 x 7,5 km mista |    |     |    |     |     |    |    |    |    |    |    |    |    |    |    |    |    |    |    |    |    | •  | •  | •  |

1. ↑  La staffetta femminile si è svolta con numero di staffettiste e su distanze differenti nelle diverse edizioni, ovvero: nel 1992 si disputò la 3x7,5 km; dal 1994 al 2002 la 4x7,5 km; dal 2006 la 4x6 km

## Medagliere
Aggiornato a Pechino 2022, prende in considerazione le medaglie assegnate a partire dal 1960. In corsivo le nazioni (o squadre) non più esistenti.
| Pos | Nazione           | Oro | Argento | Bronzo | Totale |
| --- | ----------------- | --- | ------- | ------ | ------ |
| 1   | Norvegia          | 22  | 18      | 15     | 55     |
| 2   | Germania          | 20  | 21      | 13     | 54     |
| 3   | Francia           | 12  | 9       | 11     | 32     |
| 4   | Russia            | 10  | 5       | 8      | 23     |
| 5   | Unione Sovietica  | 9   | 5       | 5      | 19     |
| 6   | Svezia            | 6   | 6       | 6      | 18     |
| 7   | Bielorussia       | 4   | 4       | 3      | 11     |
| 8   | Germania Est      | 3   | 4       | 4      | 11     |
| 9   | Slovacchia        | 3   | 3       | 1      | 7      |
| 10  | Squadra Unificata | 2   | 2       | 2      | 6      |
| 11  | Canada            | 2   | 0       | 1      | 3      |
| 12  | Germania Ovest    | 1   | 2       | 2      | 5      |
| 13  | Ucraina           | 1   | 1       | 3      | 5      |
| 14  | Svizzera          | 1   | 1       | 0      | 2      |
| 15  | Bulgaria          | 1   | 0       | 1      | 2      |
| 16  | Rep. Ceca         | 0   | 4       | 4      | 8      |
| 17  | Finlandia         | 0   | 4       | 2      | 7      |
| 18  | Austria           | 0   | 3       | 3      | 6      |
| 19  | Italia            | 0   | 1       | 6      | 7      |
| 20  | ROC               | 0   | 1       | 3      | 4      |
| 21  | Slovenia          | 0   | 1       | 1      | 2      |
| 22  | Kazakistan        | 0   | 1       | 0      | 1      |
| 22  | Polonia           | 0   | 1       | 0      | 1      |
| 24  | Croazia           | 0   | 0       | 1      | 1      |

## Albo d'oro

### Atleti plurimedagliati
La seguente classifica prende in considerazione gli atleti del biathlon (maschile e femminile) vincitori di quattro o più medaglie, ordinati per quantità:
| Atleta                 | Nazione          | Sesso | Oro | Argento | Bronzo | Totale |
| ---------------------- | ---------------- | ----- | --- | ------- | ------ | ------ |
| Ole Einar Bjørndalen   | Norvegia         | M     | 8   | 4       | 1      | 13     |
| Uschi Disl             | Germania         | F     | 2   | 4       | 3      | 9      |
| Johannes Thingnes Bø   | Norvegia         | M     | 5   | 2       | 1      | 8      |
| Ricco Groß             | Germania         | M     | 4   | 3       | 1      | 8      |
| Emil Hegle Svendsen    | Norvegia         | M     | 4   | 3       | 1      | 8      |
| Sven Fischer           | Germania         | M     | 4   | 2       | 2      | 8      |
| Tiril Eckhoff          | Norvegia         | F     | 2   | 3       | 3      | 8      |
| Martin Fourcade        | Francia          | M     | 5   | 2       | 0      | 7      |
| Kati Wilhelm           | Germania         | F     | 3   | 3       | 1      | 7      |
| Marte Olsbu Røiseland  | Norvegia         | F     | 3   | 2       | 2      | 7      |
| Dar"ja Domračava       | Bielorussia      | F     | 4   | 1       | 1      | 6      |
| Anastasiya Kuzmina     | Slovacchia       | F     | 3   | 3       | 0      | 6      |
| Halvard Hanevold       | Norvegia         | M     | 3   | 2       | 1      | 6      |
| Tarjei Bø              | Norvegia         | M     | 3   | 2       | 1      | 6      |
| Sergej Čepikov         | Russia           | M     | 2   | 3       | 1      | 6      |
| Aleksandr Tichonov     | Unione Sovietica | M     | 4   | 1       | 0      | 5      |
| Frank Luck             | Germania         | M     | 2   | 3       | 0      | 5      |
| Peter Angerer          | Germania Ovest   | M     | 1   | 2       | 2      | 5      |
| Al'bina Achatova       | Russia           | F     | 1   | 1       | 3      | 5      |
| Quentin Fillon Maillet | Francia          | M     | 2   | 3       | 0      | 5      |
| Frank Luck             | Germania         | M     | 2   | 3       | 0      | 5      |
| Peter Angerer          | Germania         | M     | 1   | 2       | 2      | 5      |
| Mark Kirchner          | Germania         | M     | 3   | 1       | 0      | 4      |
| Tora Berger            | Norvegia         | F     | 2   | 2       | 0      | 4      |
| Katrin Apel            | Germania         | F     | 2   | 1       | 1      | 4      |
| Andrea Henkel          | Germania         | F     | 2   | 1       | 1      | 4      |
| Antje Harvey           | Germania         | F     | 1   | 3       | 0      | 4      |
| Valerij Medvedcev      | Russia           | M     | 1   | 3       | 0      | 4      |
| Frank Ullrich          | Germania Ovest   | M     | 1   | 2       | 1      | 4      |
| Sergej Tarasov         | Russia           | M     | 1   | 1       | 2      | 4      |
| Marie Dorin Habert     | Francia          | F     | 1   | 1       | 2      | 4      |
| Martina Beck           | Germania         | F     | 0   | 3       | 1      | 4      |